# Trichaphodius pseudoleoninus
Trichaphodius pseudoleoninus är en skalbaggsart som beskrevs av Bordat 1997. Trichaphodius pseudoleoninus ingår i släktet Trichaphodius och familjen Aphodiidae. Inga underarter finns listade i Catalogue of Life.